# Brontoscorpio anglicus
Brontoscorpio anglicus (лат.) — вид вымерших гигантских скорпионов неясного систематического положения (incertae sedis), единственный в роде Brontoscorpio. Известен по ископаемым остаткам из песчаников формации Святого Моэна, относящихся к лохковскому ярусу нижнедевонского отдела (419,2—410,8 млн лет назад). Вид был описан в 1972 году по десятисантиметровому свободному пальцу правой педипальпы (образец In31405), обнаруженному возле деревни Тримпли, Вустершир, Англия. Родовое название означает «громовой скорпион», видовое — «английский».
Предполагается, что живой Brontoscorpio достигал не менее 90 см в длину. Для вида характерно наличие одиночного мыщелка и ряда толстых бугорков на свободном пальце педипальпы. Ископаемые остатки Brontoscorpio были найдены в отложениях, сформировавшихся в наземной среде обитания, но, вероятно, из-за своего размера скорпион должен был линять в воде. Возможно, он вёл полуводный или полностью водный образ жизни.